# Hans Wilhelm Hetzler
Hans Wilhelm Hetzler (* 8. Juli 1929 in Frankfurt am Main; † 13. August 2024) war ein deutscher Soziologe und Hochschullehrer.

## Leben
Hetzler studierte von 1948 bis 1955 Altertumswissenschaften, Geschichte und Wirtschaftswissenschaften in seiner Geburtsstadt Frankfurt. Anschließend arbeitete er bis 1958 als Wissenschaftlicher Assistent beim Rationalisierungskuratorium der Deutschen Wirtschaft. 1959 folgte seine Promotion zum Dr. rer. pol. in Münster. Von 1955 bis 1965 war Hetzler als Wissenschaftlicher Referent bei der Sozialforschungsstelle an der Universität Münster tätig und danach als Wissenschaftlicher Assistent am Lehrstuhl für Soziologie der TU Berlin, an deren Philosophischer Fakultät er sich 1969 habilitierte. Von 1973 bis 1995 war er Professor für Soziologie in Hamburg.
Zu den Schwerpunkten seiner Forschung gehörten Wirtschafts-, Arbeits- und Betriebssoziologie.

## Schriften (Auswahl)
- Die Bewertung von Bürotätigkeiten. Grundlagen und Verfahren. Köln 1964, OCLC 841334172.
- mit Wigand Siebel: Innerbetrieblicher Funktionszusammenhang und Berufsqualifikation. Eine soziologische Leitstudie in Industrieausrüsterbetrieben des Maschinenbaus. Köln 1962, OCLC 310611282.
- als Herausgeber: Entwicklungstendenzen in der Forschung. Werkstattgespräche. Dortmund 1966, OCLC 300226142.
- Soziale Strukturen der organisierten Forschung. Trägerschaft und Organisation außeruniversitärer Forschungseinrichtungen. Düsseldorf 1970, ISBN 3-571-0915-5.